# 卢商
卢商（789年—859年），字为臣，爵封范阳郡公，唐朝官员，唐宣宗年间短暂拜为宰相。

## 家世及早期仕途
卢商出自范阳卢氏北祖第二房，祖父卢昂为中大夫、澧州刺史，后赠兵部尚书。父亲卢广为河南县丞，后赠司空。
卢商早孤，贫穷但好学。元和四年（809年）中进士，又中书判拔萃科。最初为秘书省校书郎。范传正任宣歙观察使时，辟他为从事。卢商又在后来历任西川节度使的前宰相王播和段文昌手下任记室。卢商后被召回长安为工部员外郎，改河南县令。后历任工部、度支、司封三郎中。唐文宗太和五年（831年）五月，他曾在度支郎中任上奉诏与将作少监韦长修葺诸帝陵寝，也曾以议郎、殿中侍御史、内供奉、飞骑尉赐绯鱼袋的身份被任为剑南西川云南安抚判官。

## 唐文宗和唐武宗年间
太和九年（835年），改京兆少尹，累计十余次迁官后权知大理卿事。文宗开成（836年-840年）初年，出为苏州刺史，中谢日，赐金紫官服。苏州产盐，盐法太烦，奸吏趁机从产盐的渔民身上榨取利润。卢商到苏州后，亲自见渔户，简化盐法，让渔民按所产的盐量卖盐，不设定额，人民大受便利。苏州的盐税也因此倍增。二年（837年）三月，卢商并上奏请增加常州盐正额。当时主管盐铁的宰相李石因其政绩上等而被打动，当年五月迁他为润州刺史、摄御史大夫、浙西团练观察使。曾辟大理评事邢群，并辟李烨为从事。九月，奏常州自开成元年七月二十六日敕以茶务委州县至年终所收超额五千六百六十九贯，比盐铁场院要求的正额超出数倍，请求增加正额；诏令户部与盐铁院商量，并请依其所奏。后又入为刑部侍郎，会昌二年（842年）转京兆尹。
三年（843年），唐武宗讨伐军阀刘稹，以卢商为户部侍郎，判度支，负责越过太行山供给军需，又诏杜悰兼盐铁、度支，于是军用无缺。四年（844年）刘稹战败后，卢商以正议大夫、户部侍郎、兼御史中丞、范阳郡开国子、食邑五百户、赐紫金鱼袋身份加检校礼部尚书兼御史大夫、梓州刺史、剑南东川节度使。五年（845年）离任。六年（846年）正月，时任兵部侍郎判度支的卢商奏：“诸道兵讨伐党项，今差度支郎官一人去所在有粮料的州郡，先计算度支补给。”获准。

## 唐宣宗年间
三月，唐武宗崩，皇叔唐宣宗继位，五月，卢商以检校户部尚书被召回长安任兵部侍郎，再次判度支，九月，任为中书侍郎，授同平章事，为实质宰相，爵封范阳郡开国公，食邑二千户，加兼工部尚书。
但卢商任相并未长久。大中元年（847年）二月，因发生了常被认为是神灵对重罚不悦之兆的旱灾，宣宗命卢商和御史中丞封敖复查长安狱中犯人的案子。卢商和封敖请求减免多人的死刑，但大理卿马植反对，上表宣宗称如此宽容会适得其反，招致神灵越发不悦。因同僚宰相白敏中的构陷，宣宗同意了马植的表文，三月，罢免卢商相位，出为鄂岳观察使，加检校兵部尚书。任上，辟卢肇为从事。朱庆余、刘得仁都曾作《赠江夏卢使君》诗，都收录于《全唐诗》，疑即赠卢商之诗。
大中三年（849年），卢商因病罢官。四年（850年），转荆南节度使，辟署原湘中观察支使高瀚为节度判官，五年（851年）因病上表求代，以太子少傅致仕。十三年（859年），宣宗征召他回长安拜户部尚书。八月，他未及到长安，就在汉阴驿去世。赠太尉。

## 评价
- 《旧唐书》史臣曰：（周）墀、（李）让（夷）史才，（郑）肃之礼学，（卢）商之长者，或登三事，或践六卿，以道始终，夫何不韪。

## 子孙
1. 卢知远
2. 卢知微
3. 卢知宗（816年—874年2月19日），河中少尹，娶太常少卿郑颙女
4. 卢僧朗
5. 卢蕘，字待問，生卢協，字熙績，兵部員外郎